# David B. Norman
David Bruce Percival Arthur Norman (* 20. Juni 1952) ist ein britischer Wirbeltier-Paläontologe, der sich mit Dinosauriern beschäftigt. Er ist Kurator für Paläontologie am Sedgwick Museum of Earth Sciences der University of Cambridge und war dort Direktor.
Er ist seit 2002 Fellow des Christ’s College in Cambridge und lehrt dort als Reader und Tutor Geologie, Biologie und Paläontologie.
Er befasste sich insbesondere mit Ornithischia und unter diesen speziell mit Iguanodon, über den er auch promovierte.
Norman schrieb viele populärwissenschaftliche Bücher über Dinosaurier.
Der chinesische Hadrosaurier Equijubus normani wurde 2003 nach ihm benannt.

## Schriften
- The illustrated encyclopedia of dinosaurs, New York: Crescent Books 1985
- Age of Dinosaurs, New York: Bookright Press 1986
- Prehistoric Life: the rise of the vertebrates, Macmillan 1994
- Dinosaur !, Macmillan 1995
- mit Angela Milner Dinosaur, New York: Knopf 1989
- Dinosaurs, Oxford University Press 2005
- Basal Ornithischia und Basal Thyreophora (mit Lawrence Witmer, David Weishampel), Basal Ornithopoda (mit Hans-Dieter Sues, Lawrence Witmer, Rodolfo Coria), Basal Iguanodontia in Weishampel, Osmolska, Dodson The Dinosauria, University of California Press, 2. Auflage 2004
- Scelidosaurus. The earliest complete dinosaur, in Kenneth Carpenter The armored dinosaurs, Indiana University Press 2001